# 朝散大夫
朝散大夫是中國古代文官制度的一個官階名稱。
隋朝始置朝散大夫。唐朝因之，為從五品下，文官第十三階。白居易當過朝散大夫，其詩《闻行简恩赐章服喜成长句寄之》：“吾年五十加朝散，尔亦今年赐服章。”五代十国时期杨吴政权为避讳奠基人杨行密父杨怤，改称朝散大卿。宋朝時為從五品上，文官第十二階。歷代沿用，品級略有不同，至明朝時廢除。